# Yan Yan (philosophe)
Pour les articles homonymes, voir Yan Yan.
 (septembre 2017).
Si vous disposez d'ouvrages ou d'articles de référence ou si vous connaissez des sites web de qualité traitant du thème abordé ici, merci de compléter l'article en donnant les références utiles à sa vérifiabilité et en les liant à la section « Notes et références ».
Yan Yan言偃  (-506 -443 ), plus connu sous son prénom social Ziyou (子游), est né dans la principauté de Wu（l'actuelle Province du Jiangsu Suzhou). Parmi les grands disciples de Confucius, il est le seul à être originaire du Sud. 
Il retourne dans le sud une fois les enseignements acquis, et il contribue fortement au développement culturel du sud de la Chine. Il fut appelé "le maître du sud" ou YanZi "vénérable maître Yan"

## Sa vie
Il a été gouverneur de la cité de Wucheng, il éduque le peuple via la musique et les rites. Qu'on entend partout chants et musiques dans la cité.
Ziyou est connu pour son talent littéraire, qui inclut aussi la poésie, les rituels, et la musique.

## Titres honorifiques posthume
- sous la dynastie Tang l'ère Kaiyuan; Ziyou est sanctifié "Wu Hou" Marquis de Wu.
- sous la Dynastie Song, Ziyou est sanctifié "Wu Gong" Duc de Wu.

## Liens
- Confucius